# They Drive by Night
They Drive by Night (bra: Dentro da Noite; prt: Vidas Nocturnas) é um filme noir estadunidense de 1940, do gênero drama criminal, dirigido por Raoul Walsh, e estrelado por George Raft, Ann Sheridan, Ida Lupino e Humphrey Bogart. O roteiro de Jerry Wald e Richard Macaulay foi baseado no romance "Long Haul" (1938), de A. I. Bezzerides, que mais tarde foi reimpresso com o título do filme para capitalizar seu sucesso. O filme foi lançado no Reino Unido como The Road to Frisco.
Parte da trama do filme (a da personagem de Ida Lupino assassinando seu marido por envenenamento por monóxido de carbono) foi emprestada de outro filme da Warner Bros., "Bordertown" (1935), com Paul Muni e Bette Davis; quase um ano após seu lançamento, a morte real da atriz e comediante Thelma Todd por envenenamento por monóxido de carbono em sua garagem, em 1935, continua sendo amplamente suspeita de ser um assassinato.

## Sinopse
Os irmãos Joe (George Raft) e Paul (Humphrey Bogart) são motoristas de caminhão independentes que transportam frutas e legumes para os mercados da cidade. Paul, frustrado por não estar conseguindo arrumar um emprego decente para sustentar sua esposa Pearl (Gale Page), continua trabalhando ao lado de seu irmão, na esperança de abrir um negócio próprio. Lana Carlsen (Ida Lupino), a mulher do proprietário de uma frota de caminhões, é apaixonada por Joe há anos. Para conseguir ficar com o caminhoneiro, Lana mata o marido por envenenamento por monóxido de carbono, mas é rejeitada, pois Joe se apaixona por Cassie Hartley (Ann Sheridan), uma garçonete. Lana, então, tenta acusar Joe pelo assassinato do marido.

## Elenco
Na ordem dos créditos:
- George Raft como Joe Fabrini
- Ann Sheridan como Cassie Hartley
- Ida Lupino como Lana Carlsen
- Humphrey Bogart como Paul Fabrini
- Gale Page como Pearl Fabrini
- Alan Hale, Sr. como Ed J. Carlsen
- Roscoe Karns como "Irish" McGurn, um motorista de caminhão
- John Litel como Harry McNamara
- George Tobias como George Rondolos, um comprador da carga de Joe

Elenco não-creditado
- Henry O'Neill como Promotor que Processa Joe
- Charles Halton como Farnsworth
- Paul Hurst como Pete Haig
- John Ridgely como Hank Dawson
- George Lloyd como Barney
- Joyce Compton como Sue Carter
- Charles Wilson como Mike Williams
- Pedro Regas como Ajudante de McNamara
- Norman Willis como Neves
- Joe Devlin como Fatso
- William Haade como Motorista de Caminhão
- Vera Lewis como Proprietária
- John Hamilton como Advogado de Defesa
- Eddie Acuff como Motorista no Café
- Howard Hickman como Juiz
- Lillian Yarbo como Chloe

## Produção
Walsh disse que a atuação de Raft "melhorou" desde que trabalharam juntos em "The Bowery" (1933). "Ele estava melhor em memorizar diálogos e era cuidadoso com a maneira como se vestia".

## Recepção
Quando o filme foi lançado, Bosley Crowther, em sua crítica para o The New York Times, escreveu: "Mas para os amantes de cinema barra-pesada, They Drive By Night ainda oferece um passeio divertido. Como o Sr. Raft observa modestamente sobre sua raça: 'Somos mais resistentes do que qualquer caminhão que já saiu de sua linha de montagem'. Isso vale para o filme também".
A revista Filmink chamou o filme de "um filme sensacionalmente divertido que foi um sucesso de bilheteria sólida e deveria ter convencido Raft que seus novos empregadores sabiam o que estavam fazendo, mas seu julgamento continuou piorando".
No Rotten Tomatoes, site agregador de críticas, o filme detém uma classificação de 92%, baseada em 24 críticas.

### Bilheteria
O filme foi um grande sucesso de bilheteria. De acordo com a Warner Bros., a produção arrecadou US$ 1.092.000 nacionalmente e US$ 504.000 no exterior em sua execução inicial. O biógrafo de Raft afirma que o filme acabou rendendo US$ 4 milhões.

## Na cultura popular
A cantora britânica Kate Bush faz referência a Humphrey Bogart e George Raft em sua música de 1982, "There Goes a Tenner".